# Bruno Bruins

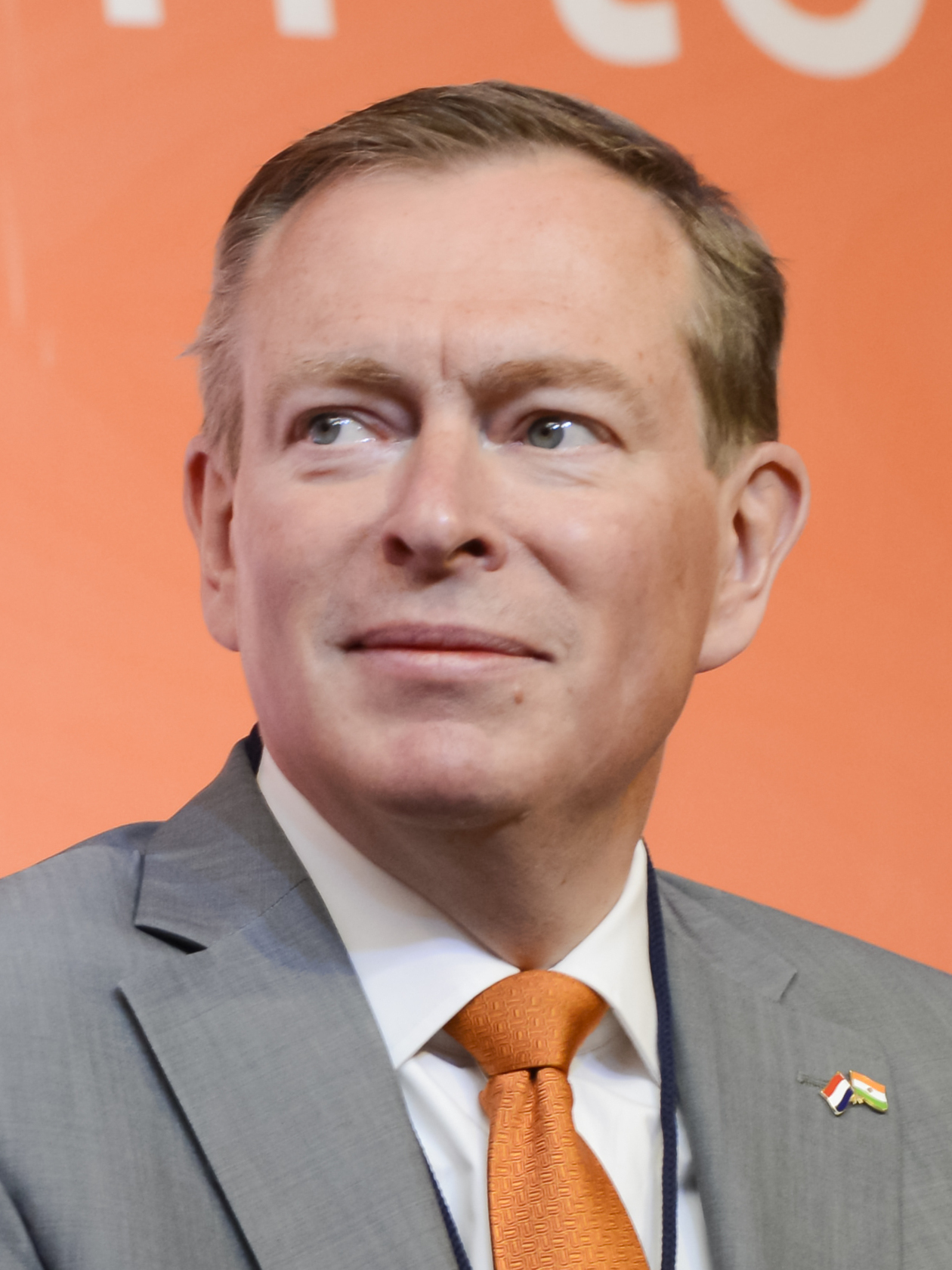
Bruno Bruins (2018)

Bruno Johannes Bruins (* 10. Juli 1963 in Arnhem) ist ein niederländischer Politiker der VVD. Von Oktober 2017 bis März 2020 war er Minister für Gesundheitsversorgung im Kabinett Rutte III.

## Karriere
Von 1981 bis 1990 studierte Bruins Rechtswissenschaft und Verwaltungswissenschaft an der Reichsuniversität Groningen. Seine Laufbahn begann Bruins beim Regionalverkehrsunternehmen Westnederland. Anschließend wurde er Berater des Verkehrsdezernenten in Den Haag. Danach bekleidete er mehrere Funktionen beim Haager Verkehrsunternehmen HTM Personenvervoer, bis er 2000 Dezernent für Verkehr und Raumordnung sowie stellvertretender Bürgermeister von Den Haag wurde.
2006 wurde Bruins zum Staatssekretär für Bildung, Kultur und Wissenschaft im dritten Kabinett Balkenende ernannt. In der Folge nahm er geschäftsführend das Amt des Bürgermeisters in der Gemeinde Leidschendam-Voorburg wahr und wurde bald darauf im Auftrag des Verkehrsministeriums als Beauftragter für die Agglomeration Randstad tätig. 2008 kehrte er als Vorstandsmitglied des Verkehrsunternehmens Connexxion in die Privatwirtschaft zurück. Diese Funktion hatte er bis 2012 inne. Anschließend übernahm Bruins die Leitung des Vorstands der Trägeranstalt für Arbeitnehmerversicherungen UWV.
Am 26. Oktober 2017 wurde Bruins zum Minister für Gesundheitsversorgung im dritten Kabinett Rutte ernannt. Während einer live im Fernsehen übertragenen Parlamentsdebatte zur Bekämpfung der Coronavirus-Pandemie am 18. März 2020 kollabierte Bruins am Rednerpult, was er in einer späteren Erklärung auf „Übermüdung aufgrund wochenlanger Arbeit“ zurückführte. Einen Tag später gewährte der König ihm auf eigenen Wunsch eine ehrenvolle Entlassung. Gesundheitsminister Hugo de Jonge übernahm Bruins’ Aufgaben im Zusammenhang mit der Bekämpfung der Coronavirus-Pandemie.

## Privates
Bruins lebt in Den Haag, ist verheiratet und hat drei Söhne.